# Return the Favor
Return the Favor (pubblicata con il nome Return the Favour nel Regno Unito e in Australia) è una canzone della cantautrice americana Keri Hilson cantata con la collaborazione di Timbaland. È il secondo singolo estratto dall'album d'esordio di Keri Hilson In a Perfect World....
La versione per il download digitale è stata pubblicata negli Stati Uniti il 7 ottobre 2008.
Keri Hilson ha presentato in anteprima il video della canzone, diretto da Melina Matsoukas, durante il programma Total Request Live del canale televisivo MTV il 23 ottobre.

## Classifiche
| Classifica (2009)             | Posizione raggiunta |
| ----------------------------- | ------------------- |
| Australian ARIA Singles Chart | 80                  |
| Austrian Singles Chart        | 25                  |
| German Singles Chart          | 20                  |
| Swedish Singles Chart         | 30                  |
| Irish Singles Chart           | 19                  |
| Official Singles Chart        | 19                  |
| UK R&B Singles Chart          | 7                   |